# Duellmanohyla
Genre
Duellmanohyla est un genre d'amphibiens de la famille des Hylidae.

## Répartition
Les huit espèces de ce genre se rencontrent du Sud du Mexique au Panama.

## Liste des espèces
Selon Amphibian Species of the World (10 juin 2017) :
- Duellmanohyla chamulae (Duellman, 1961)
- Duellmanohyla ignicolor (Duellman, 1961)
- Duellmanohyla lythrodes (Savage, 1968)
- Duellmanohyla rufioculis (Taylor, 1952)
- Duellmanohyla salvavida (McCranie & Wilson, 1986)
- Duellmanohyla schmidtorum (Stuart, 1954)
- Duellmanohyla soralia (Wilson & McCranie, 1985)
- Duellmanohyla uranochroa (Cope, 1875)

## Étymologie
Le nom de ce genre est formé à partir de Duellman, en l'honneur de William Edward Duellman, et du mot latin hyla, la rainette.

## Publication originale
- Campbell & Smith, 1992 : A new frog of the genus Ptychohyla (Hylidae) from the Sierra de Santa Cruz, Guatemala, and description of a new genus of Middle American stream-breeding treefrogs. Herpetologica, vol. 48, no 2, p. 153-167.